# Leonardo da Vinci w kulturze

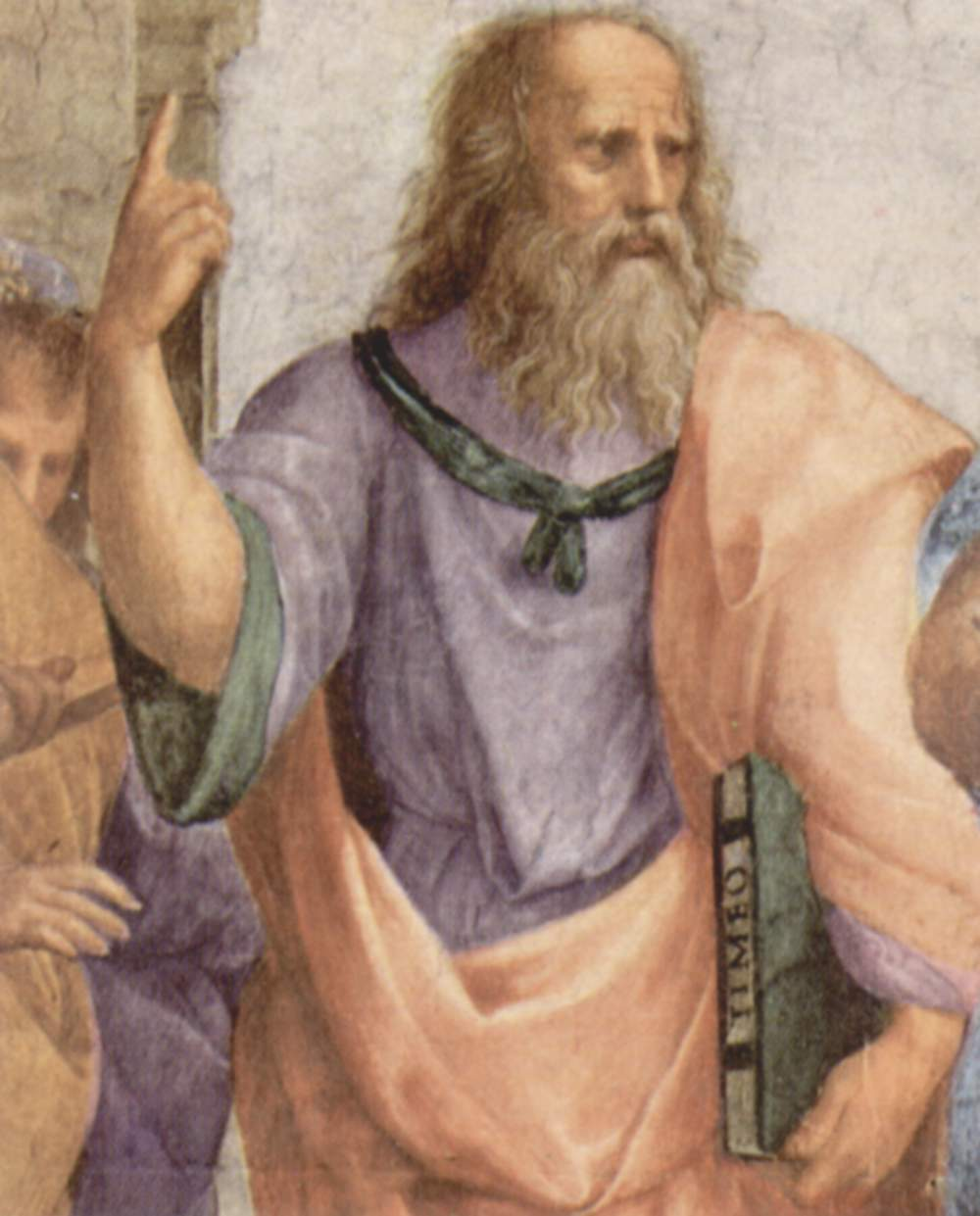
Platon na obrazie Szkoła Ateńska Rafaela Santiego. Filozof ma rysy twarzy Leonarda da Vinci

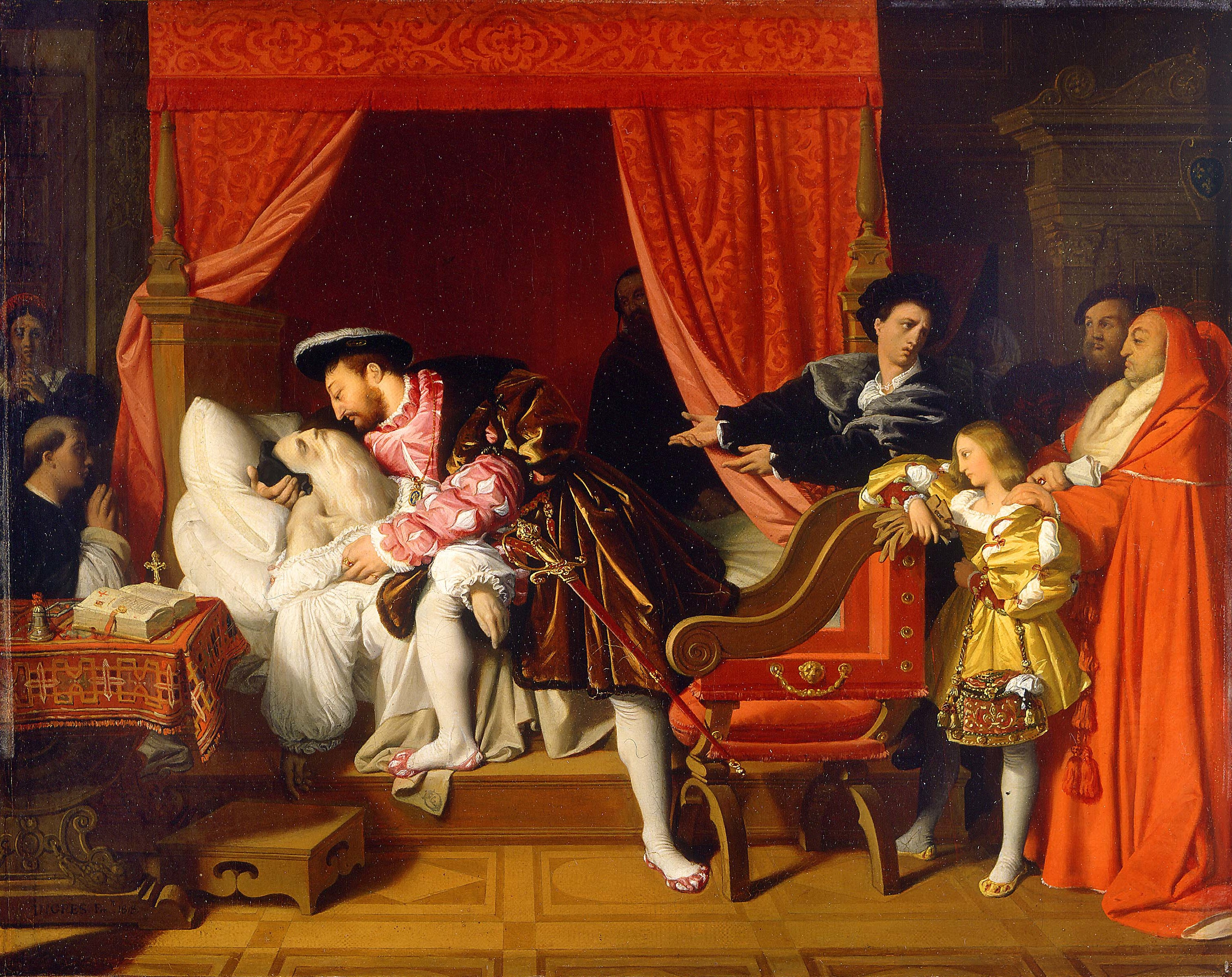
Śmierć Leonarda da Vinci, Jean-Auguste-Dominique Ingres

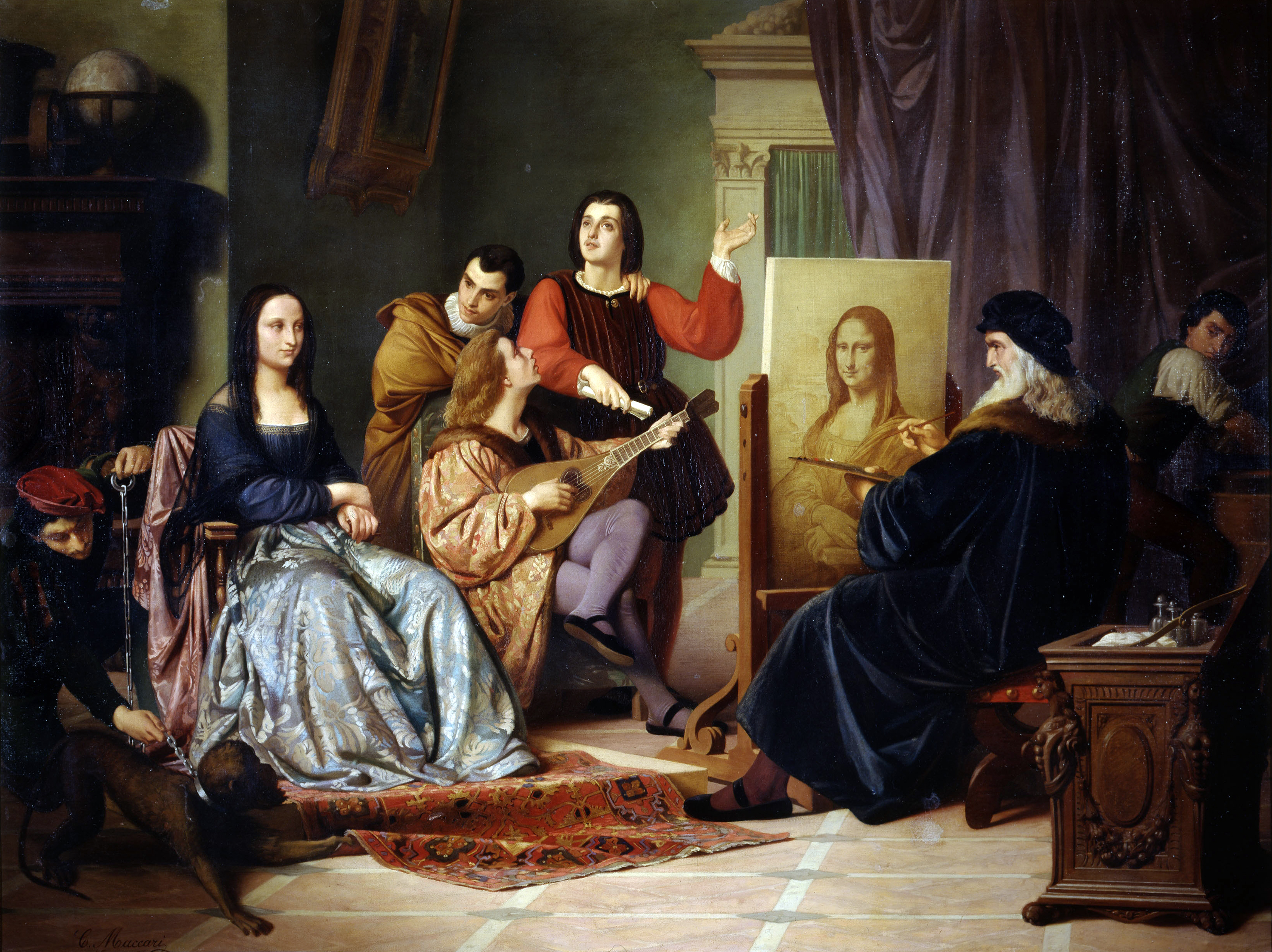
Leonardo da Vinci malujący Mona Lisę Cesarego Maccari

Postać, życie i twórczość Leonarda da Vinci są motywem przewodnim wielu dzieł literackich, wytworów sztuki, filmów i twórczości muzycznej. Leonardo stał się sławny za sprawą swoich dzieł. Wypracowany przez niego styl był nowatorski i wyprzedzał czasy włoskiego renesansu o kilka dekad. Jego obserwacje i rysunki maszyn wzbudzają duże zainteresowanie; Leonardo uchodzi za odkrywcę bądź wynalazcę, choć większość projektów maszyn pozostała wyłącznie na papierze. Do popularności Leonarda przyczyniła się również narosłe wokół niego legendy, które miały uzupełnić luki w życiorysie artysty. Większe zainteresowanie Leonardem nastąpiło po premierze powieści Dana Browna pt. Kod Leonarda da Vinci.

## Leonardo da Vinci na obrazach
Za życia Leonardo został uwieczniony przez Rafaela Santiego i Donato Bramantego. Na obrazie pt. Szkoła Ateńska Rafaela Platon ma rysy Leonarda. Donato Bramante prawdopodobnie nadał postaci Heraklita z obrazu Zbrojni wygląd Leonarda. W 1782 roku Gaetano Gallani wykonał rysunek Leonardo w swojej pracowni. W 1818 roku francuski malarz Jean-Auguste-Dominique Ingres namalował obraz pt. Śmierć Leonarda da Vinci. Obraz przedstawia Leonarda umierającego przy królu Francji Franciszku I Walezjuszu. Scena opiera się na fałszywym opisie Vasariego z 1550 roku. W 1845 roku Paul-Prosper Allais namalował obraz Rafael w pracowni Leonarda podczas malowania Mona Lisy. W 1863 roku Cesare Maccari namalował obraz pt. Leonardo da Vinci malujący Mona Lisę.
Styl karykatur Leonarda był naśladowany przez siedemnastowiecznego czeskiego rytownika Wenceslausa Hollara i dziewiętnastowiecznego brytyjskiego rysownika Johna Tenniela.

## Leonardo da Vinci w literaturze
Życie Leonarda da Vinci doczekało się licznych opracowań. W latach 20. XVI wieku florencki kupiec Antonio Billi napisał krótki szkic biograficzny Leonarda. Tekst ten jest znany dzięki zachowanym kopiom. W 1550 roku została opublikowana książka Giorgio Vasariego pt. Żywoty najsławniejszych malarzy, rzeźbiarzy i architektów, gdzie jeden rozdział został poświęcony Leonardowi. Vasari w swoim dziele bywał stronniczy w poglądach oraz wyolbrzymiał niektóre historie. W 1985 roku ukazało się tłumaczenie dzieła Vasariego w przekładzie Karola Estreichera. W 1584 roku został wydany Traktat o sztuce malowania Giovanni Paolo Lomazzy. W pracy tej Lomazzo jako pierwszy mówił otwarcie o homoseksualizmie Leonarda. W 1910 roku ukazało się napisane przez Sigmunda Freuda studium psychologiczne Leonarda pt. Leonarda da Vinci wspomnienie z dzieciństwa. Freud skupił swoją uwagę na jednej z notatek Leonarda, w których została przytoczona historia kani, która miała sfrunąć do kołyski Leonarda.
Przed 1495 roku powstała książka o tytule Starożytności rzymskie w perspektywie, zadedykowana Leonardowi. Anonimowy autor omawia w nim starożytne zabytki Rzymu i zaprasza Leonarda da Vinci do wspólnego zwiedzania.
W grudniu 1995 roku Jack Dann wydał powieść The Memory Cathedral: A Secret History of Leonardo da Vinci (polski tytuł: Katedra pamięci: Nieznana historia Leonarda da Vinci).
Na przełomie XX i XXI wieku zostało wydanych kilka powieści, w których pojawia się postać Leonarda. Jest on różnie prezentowany. W Katedrze pamięci Jacka Danna i Sztylecie Medyceuszy Camerona Westa został on przedstawiony jako genialny wizjoner i wynalazca. W Damie z portretu Diane S.A. Stuckart został pokazany jako detektyw. W Ósmym grzechu głównym Philippa Vandenberga zajmuje się fałszowaniem Całunu Turyńskiego. W Tajnym dzienniku Leonarda da Vinci Davida Zurdo i Angela Gutiérreza polihistor jest depozytariuszem tajemnic Zakonu Syjonu, a w Tajemnej Wieczerzy Javiera Sierry – katarów.
Powstały również powieści stanowiące fabularyzacje gier komputerowych z serii Assassin’s Creed, w których występuje postać Leonarda da Vinci.
W 2005 roku wydana została powieść Roberta J. Harrisa pt. Leonardo and the Death Machine. W 2006 roku ukazało się polskie tłumaczenie powieści pt. Leonardo i machina śmierci. Akcja powieści toczy się w 1466 roku we Florencji. Leonardo jako czeladnik w pracowni Verrocchia marzy o byciu wielkim artystą. Zabrany przez Sandro Botticellego do pałacu Medyceuszy dowiaduje się o spisku rodu Pittich. Aby uratować władcę Florencji musi odczytać plany nieznanej machiny.
W XXI wieku powstały również utwory eksplorujące motyw fałszerstwa dzieł malarza (Fałszywy da Vinci Thomasa Swana) lub kradzieży Mona Lizy w 1911 roku (Tajemnica markiza de Valfierno Martína Caparrósa).
Martin Kemp napisał wiele opracowań o życiu i twórczości mistrza, m.in: Leonardo da Vinci. The marvellous works of nature and man, Leonardo.
W cyklu Świat Dysku Terry’ego Pratchetta pojawia się postać Leonarda z Quirmu, wzorowana na Leonardzie da Vinci. W powieściach Ostatni bohater jest bardzo dużo nawiązań do twórczości Leonarda da Vinci.

### Kod Leonarda da Vinci
18 marca 2003 roku amerykański pisarz Dan Brown wydał powieść sensacyjną pt. Kod Leonarda da Vinci. Książka opowiada o morderstwie kustosza Luwru Jacques’a Sauniere’a. Policja wzywa do pomocy profesora symboliki Roberta Langdona, który dostrzega serie zakonspirowanych śladów, mogących pomóc w ujęciu mordercy. Historykowi pomaga agentka policji Sophie Neveu, będąca również wnuczką zamordowanego kustosza. Zdaniem Langdona Sauniere należał do Zakonu Syjonu, ukrywającego Świętego Graala. Do Zakonu mieli przynależeć m.in. Leonardo da Vinci i Isaac Newton. Kluczowe ślady mają być ukryte w obrazach Ostatnia Wieczerza i Mona Lisa.
W jednym z rozdziałów tej powieści przedstawiono sensacyjną analizę Ostatniej Wieczerzy. Według autora uwieczniony na malowidle św. Jan to faktycznie św. Maria Magdalena, będąca wierną towarzyszką Jezusa. Św. Piotr ma być niechętnie nastawiony do Marii Magdaleny. W powieści zasugerowano, że Leonardo nie namalowałby mężczyzny o zniewieściałej twarzy, ponieważ potrafił dobrze różnicować płcie w swoich obrazach. Faktycznie Leonardo specjalizował się w zacieraniu różnic pomiędzy płciami. Analiza ta stanowi teorię spiskową zaczerpniętą z książki Templariusze. Tajemni strażnicy tożsamości Chrystusa Lynna Picknetta i Clive’a Prince’a.
Powieść Dana Browna wywołała liczne kontrowersje. W 2006 roku powieść została zekranizowana przez Rona Howarda. W rolę Roberta Langdona wcielił się Tom Hanks, w postać Sophi Neveu wcieliła się Audrey Tautou.

## Leonardo da Vinci w innych dziedzinach kultury
- 31 grudnia 1952 w Państwowym Teatrze Rapsodycznym w Krakowie miał premierę spektakl Portrety i astronomia. Sceny z życia Kopernika i Leonarda da Vinci. Reżyserem sztuki był Ludwik Hieronim Morstin[30].
- W 1999 r. w Mediolanie odsłonięto wysoki na 24 stopy posąg konia, który został odtworzony według rysunków Leonarda przez Charlesa Denta, a następnie odlany z brązu przez Ninę Akamu[31].
- W 2012 roku Carla Braccialini z domu mody Gherardini wykonała torebkę, na podstawie szkicu Leonarda z ok. 1497 roku, pochodzącego z Kodeksu Atlantyckiego. Torebka nazwana Pretiosa była dostępna tylko w 99 sztukach[32].

### Filmy
- 17 września 2004 roku premierę miała komedia kryminalna pt. Vinci. Motywem przewodnim komedii jest kradzież Damy z gronostajem przez złodzieja „Cumę”, na zlecenie pasera „Grubego”. „Cuma” angażuje w akcję swojego byłego wspólnika „Szerszenia”, który wcześniej zaprzestał łamania prawa. „Szerszeń” mający dług wdzięczności wobec kolegi, ale jednocześnie nie chcący wrócić do dawnego życia decyduje się na uniemożliwienie kradzieży obrazu. W tym celu zwraca się do fałszerzy „Hagena” i Magdy o przygotowanie kopii obrazu[33]. Film został bardzo dobrze przyjęty przez polskich widzów[34].
- Siódmy odcinek serialu animowanego Byli sobie wynalazcy był poświęcony Leonardowi da Vinci[35].
- W 1971 roku miała miejsce premiera serialu telewizyjnego Żywot Leonarda da Vinci. Serial przedstawia wydarzenia z życia Leonarda da Vinci. Rolę narratora zagrał Giulio Bosetti, dorosłego Leonarda Philippe Leroy[36].
- W serialu Star Trek: Voyager w odcinku pt. Concerning Flight Leonardo da Vinci jako hologram przenosi się do przyszłości, gdzie pomaga kapitanowi USS Voyager w odnalezieniu procesora statku kosmicznego[37].
- Motyw książki Myśleć jak Leonardo da Vinci pojawia się w filmie Włoska robota z 2003 roku[38].
- Leonardo da Vinci jest jednym z bohaterów w dziecięcym filmie animowanym Pan Peabody i Sherman[39].

### Seriale telewizyjny
- W 2011 roku powstał serial Leonardo opowiadający o życiu Leonarda da Vinci. W główną rolę wcielił się Jonathan Bailey[40].
- W 2013 roku miał premierę serial pt. Demony da Vinci. W rolę dwudziestopięcioletniego Leonarda wcielił się Tom Riley[41].

### Gry komputerowe
- Postać i twórczość Leonarda da Vinci pojawia się w grze komputerowej Assassin’s Creed II. Leonardo jest sojusznikiem Ezia Auditore, projektuje dla niego różne wynalazki (m.in. maszynę latającą). Przedstawiona w grze historia Leonarda nieznacznie różni się od faktycznych wydarzeń[42]. W grze Leonardo udaje się do Wenecji w 1480 roku, choć w rzeczywistości odwiedził to miasto w marcu 1500 roku[42][43]. W grze umieszczono liczne szkice anatomiczne, dwukrotnie powtórzony plan Twierdzy Imola, obraz Święta Anna Samotrzecia, maszynę latającą[44]. W 2011 roku ukazał się dodatek do gry Assassin’s Creed: Brotherhood pod nazwą Assassin’s Creed: Brotherhood – The Da Vinci Disappearance, w której fabuła obraca się wokół porwania Leonarda da Vinci przez sektę hermetystów[45].
- W grze Rise of Nations: Rise of Legends występuje cywilizacja techniczna Vinci, bazująca na wynalazkach znanych ze szkiców Leonarda da Vinci[46].

### Komiks
- Leonardo, przywódca Wojowniczych Żółwi Ninja został nazwany na cześć Leonarda da Vinci[47].
- W latach 1995–1996 wydano serię komiksów Chiaroscuro: The Private Lives of Leonardo da Vinci (Chiaroscuro: Prywatne życie Leonarda da Vinci), której głównym bohaterem był Leonardo da Vinci. Seria liczy dziesięć tomów[48].

## Obrazy Leonarda da Vinci w kulturze

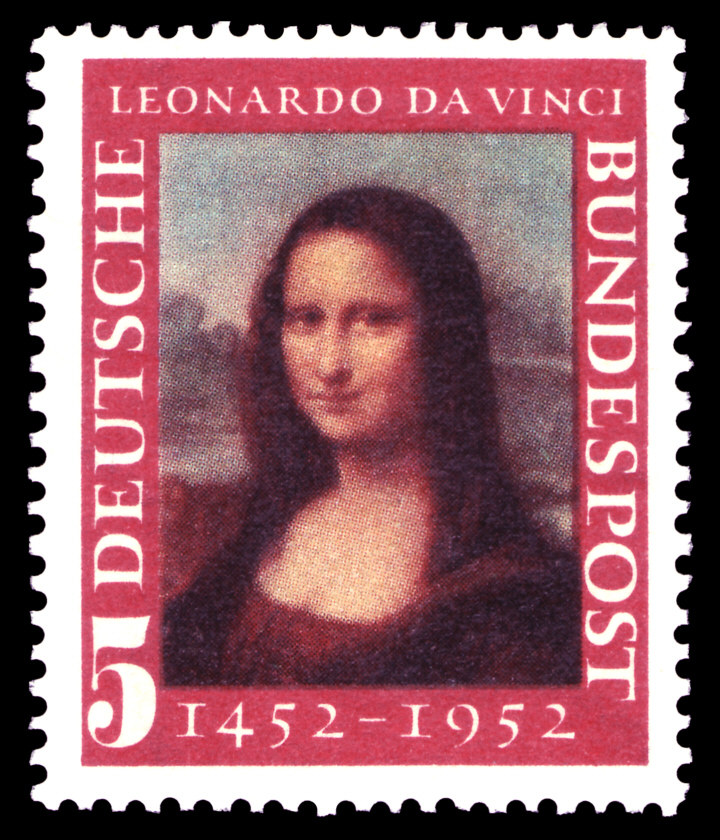
Mona Lisa na znaczku pocztowym z 1952 roku, wydanym z okazji 500. urodzin Leonarda da Vinci

Najpopularniejszym obrazem Leonarda da Vinci jest Mona Lisa, która doczekała się wielu nawiązań w kulturze masowej. Obraz powstał w latach 1503–1506 na zamówienie florenckiego kupca Francesca del Giocondo, przedstawia żonę kupca Lisę. Zainteresowanie obrazem wzbudzają: obraz sam w sobie, bohaterka obrazu, autor, okoliczności powstania i popularność obrazu w przestrzeni symbolicznej. Mona Lisa stała się popularna po rewolucji francuskiej, gdy zbiory królewskie przeniesiono do Luwru. O wiele większą popularnością cieszy się nie obraz sam w sobie, a postać Giocondy, postrzegana jako jeden z wielkich fantazmatów renesansu. Bardzo duże zainteresowanie wzbudza uśmiech Giocondy, określany jako tajemniczy. Pod koniec XIX wieku postrzegano Giocondę jako kobietę demoniczną, uwodzicielską i niszczycielską jednocześnie. Na przełomie XIX i XX wieku dominował pogląd, że obraz przedstawia postać, gdzie scalono pierwiastek męski i żeński. Za sprawą poglądów Sigmunda Freuda zasugerowano, że obraz jest komentarzem Leonarda wobec jego orientacji homoseksualnej. Według niektórych domysłów obraz ten ma być autoportretem Leonarda. 21 sierpnia 1911 roku obraz został skradziony przez włoskiego malarza pokojowego Vincenzo Perugię. Obraz odnalazł się pod koniec 1913 roku, do Luwru wrócił wiosną następnego roku. Na miejscu skradzionego obrazu wisiał obraz Camille’a Corota pt. Kobieta z perłą. Według innego źródła w muzeum pozostawiono puste miejsce, które było oglądane przez zainteresowanych paryżan. Portret przedstawiający Berthe Goldschmidt przypomina Mona Lisę i prawdopodobnie jest hołdem złożonym Leonardowi. Po odnalezieniu obrazu wzrósł popyt na jego reprodukcje.
W 1919 roku malarz Marcel Duchamp stworzył nową wersję obrazu, zatytułowaną L.H.O.O.O. Obraz stanowi kupioną przez Duchampa reprodukcję Mona Lisy, na której malarz domalował wąsy i brodę. Praca Duchampa wzbudziła kontrowersję, czy L.H.O.O.O. może stanowić dzieło sztuki. Praca ta wzbudziła zainteresowanie i zachwyt wśród dadaistów. Przedstawiciel pop-artu Andy Warhol stworzył Mona Lisę za pomocą druku sitowego. Inne wersje Mona Lisy stworzyli również: amerykański fotograf Arthur Fellig w 1958 roku, kolumbijski karykaturzysta Fernando Botero, hiszpański malarz Salvador Dalí. Ponadto w kulturze masowej powstały nowe wersje portretu, w większości będących żartami. W 1955 roku w Paryżu urządzono wystawę falsyfikatów Mona Lisy.

### Ostatnia Wieczerza

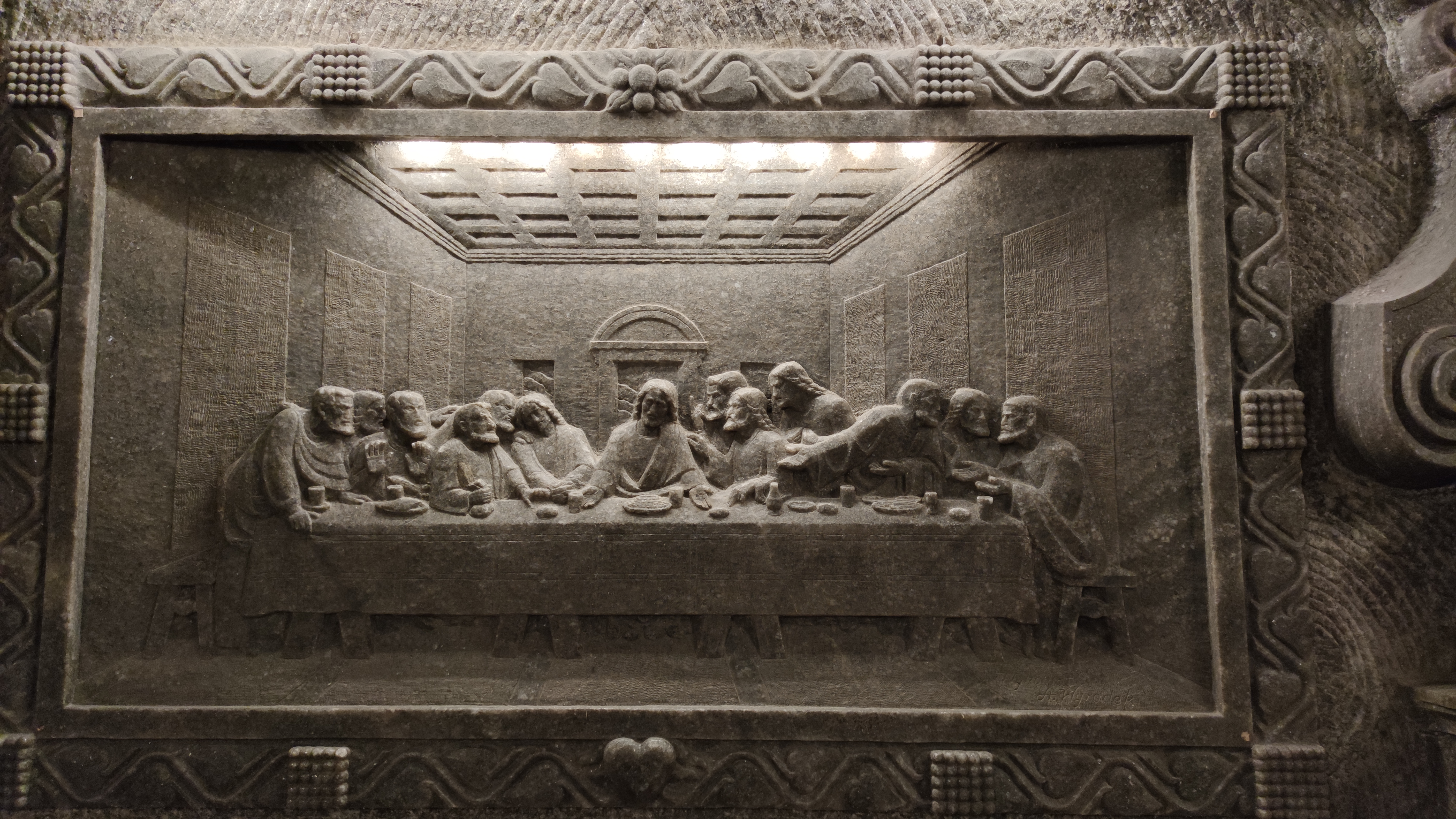
Płaskorzeźba „Ostatnia Wieczerza” w Kopalni Soli „Wieliczka”

Obok Mona Lisy Ostatnia Wieczerza uchodzi za jedno z najsławniejszych i najważniejszych dzieł malarskich w historii. Malowidło przedstawia ostatnią wieczerzę Jezusa Chrystusa, w momencie gdy oznajmia uczniom, że jeden z nich go zdradzi. W powszechnej świadomości obraz ten funkcjonuje nie jako dzieło malarskie, a obrazek dewocyjny. W Kopalni Soli „Wieliczka” w kaplicy św. Kingi znajduje się płaskorzeźba przedstawiająca Ostatnią Wieczerzę, wzorowaną na dziele Leonarda. Autorem płaskorzeźby jest górnik-rzeźbiarz Antoni Wyrodek. W 2009 roku były animator Warner Bros. Glen Tarnowski stworzył parodię obrazu, w której Jezus i apostołowie zostali zastąpieni postaciami ze Zwariowanych melodii. Obraz wzbudził protesty, Tarnowski został oskarżony o profanację wartości chrześcijańskich.
Ostatnia wieczerza pojawia się również w reklamach. Duże zainteresowanie wzbudziła reklama Volkswagena Golfa z 1997 roku, która przedstawia trzynastu mężczyzn zasiadających za stołem. Podpis na reklamie głosi: Radujmy się moli mili, oto bowiem narodził się nowy Golf. W 2008 roku International Organization For Animal Protection przygotowało kampanię społeczną, która miała zwrócić uwagę na porzucanie zwierząt przez ludzi. Kampanii towarzyszyła reklama. W kojarzonej z obrazu scenie ludzkie głowy zastąpiono łbami psów. Tylko Judasz miał twarz człowieka. Kampanii towarzyszyło hasło Jeden z was nas zdradzi. Nawiązania do Ostatniej Wieczerzy znajdują się również w reklamach m.in. klocków Lego, telewizji Fox, środków owadobójczych Raid.

### Dama z gronostajem
Ikoną popkultury stała się również Dama z gronostajem (znana również jako Dama z łasiczką). Portret powstał ok. 1490 roku, przedstawia kochankę Ludwika Sforzy Cecylię Gallerani. Około 1800 roku obraz został kupiony przez Adama Jerzego Czartoryskiego, pod koniec XIX wieku trafił do Muzeum Książąt Czartoryskich w Krakowie. W 1939 roku obraz został skradziony przez Niemców. Podczas II wojny światowej stanowił dekorację w rezydencji Hansa Franka na Wawelu. Następnie obraz został wywieziony,  w 1946 roku został sprowadzony do Polski. W 1992 roku obraz pojawił się w powieści Roberta Harrisa pt. Vaterland. W 2001 roku powstała kopia obrazu wykonana przez Mirosława Sikorskiego. Kopia ukazuje prawdopodobny wygląd obrazu przed zamalowaniem tła na czarno. W filmie Obrońcy skarbów z 2014 roku przedstawiono historię odnalezienia obrazu.